# Kourisodon puntledgensis
Il kourisodonte (Kourisodon puntledgensis) è un rettile marino estinto, appartenente ai mosasauridi. Visse nel Cretaceo superiore (Santoniano, circa 85 milioni di anni fa) e i suoi resti fossili sono stati ritrovati in Canada (isola di Vancouver) e forse in Giappone.

## Descrizione
Questo rettile marino era lungo circa 5 metri, e come tutti i mosasauri possedeva un corpo allungato, una coda appiattita lateralmente e arti trasformati in strutture simili a pinne. Il cranio, di forma triangolare, ricordava quello di un altro mosasauro, Clidastes, ma la dentatura di Kourisodon era differente: i denti erano molto più compressi lateralmente rispetto a quelli di Clidastes, e fanno supporre che Kourisodon fosse un cacciatore più attivo e predasse animali di dimensioni maggiori. 

## Classificazione
Questo animale è stato descritto per la prima volta nel 2002 sulla base di resti fossili provenienti dall'isola di Vancouver (Nanaimo Group, Santoniano). Ascritto a un genere a sé stante, Kourisodon non è stato attribuito ad alcuna sottofamiglia di mosasauri nota in precedenza. Affinità sono state riscontrate con Leiodon, di dimensioni molto maggiori e rinvenuto in Europa. Uno studio più recente (Caldwell e Dietrich, 2005) ha messo in luce notevoli somiglianze con il genere Clidastes, appartenente ai mosasaurini, tanto da ritenere che le uniche differenze significative tra i due generi risiedessero nella dentatura. Altri resti attribuiti a Kourisodon sono stati ritrovati in Giappone. In ogni caso, è interessante notare come animali simili a Clidastes (tipico del Mare interno occidentale) si siano sviluppati anche nella zona del proto-Pacifico.